# تهی‌گریزی

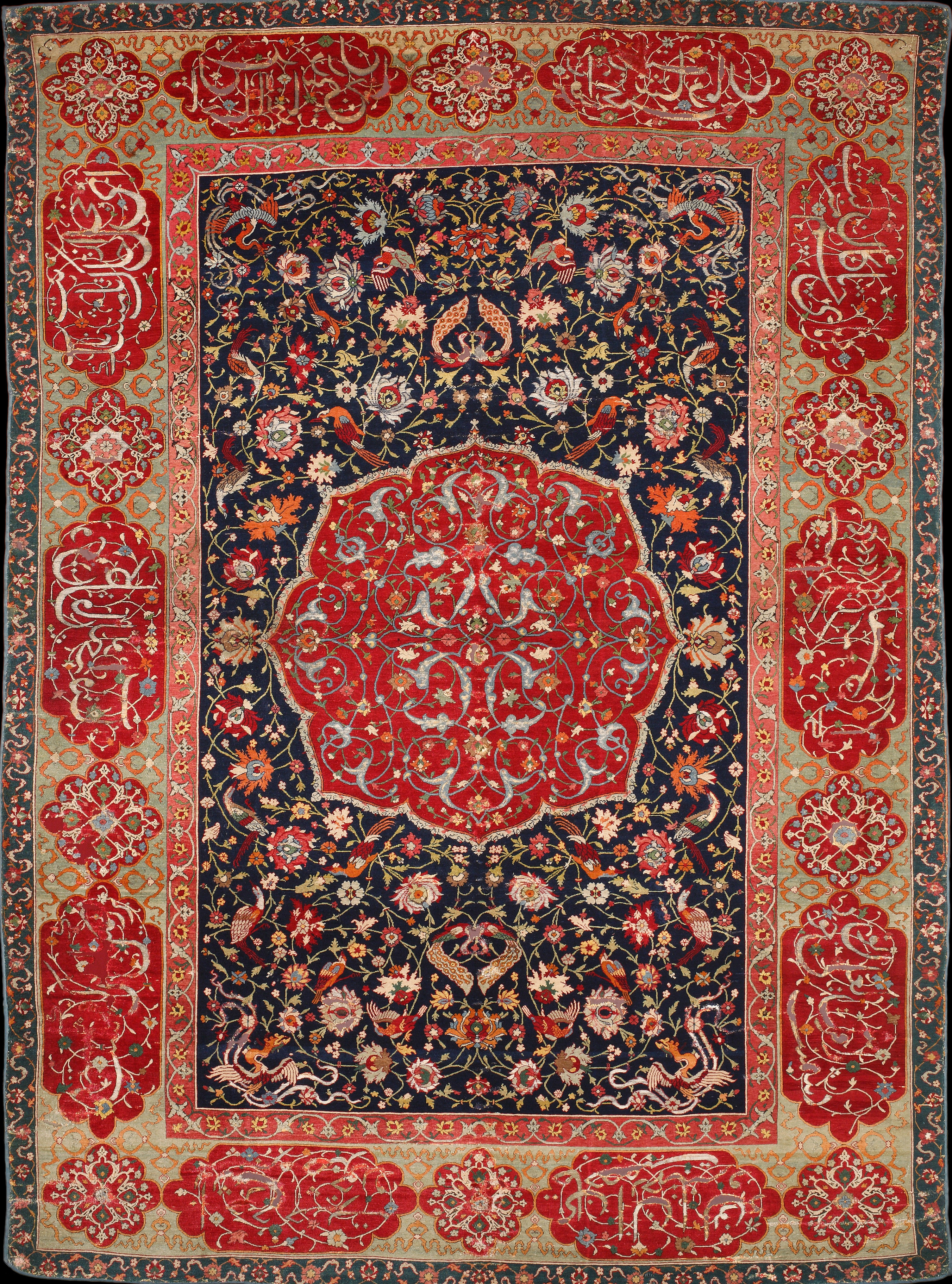
هنر فرش ایرانی گرایشی از تهی‌گریزی را در خود نشان می‌دهد.

تُهی‌گُریزی (به لاتین: Horror vacui) در فیزیک، به این انگارهٔ ارسطو اشاره دارد که «طبیعت از فضای خالی بیزار است». در هنرهای تجسمی، اصطلاح تهی‌گریزی به پر کردن تمام سطح یک فضا یا یک اثر هنری با جزئیات اشاره دارد.
عبارت لاتین این مفهوم واژه‌به‌واژه به معنی «ترس از فضای خالی» و برابر یونانی آن یعنی kenophobia نیز به معنی «تهی‌هراسی» است.

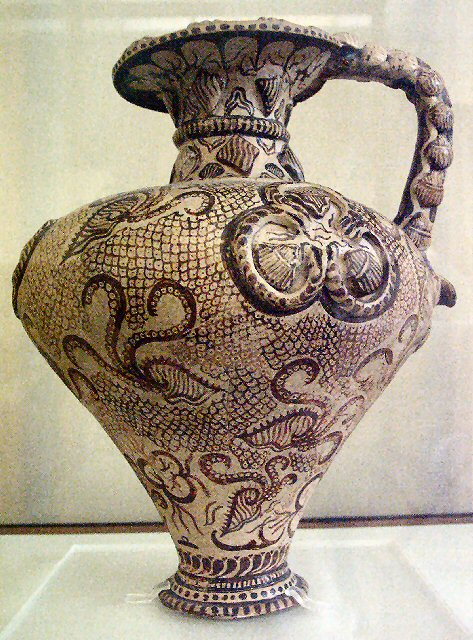
سبک گلدان‌های مینوسی جزیره کرت یونان نیز تهی‌گریز است.

این اصطلاح در چند معنا به کار می‌رود:
- در فیزیک دوران باستان و سده‌های میانه، این اصطلاح برای اشاره به این امر استفاده می‌شد که به نظر می‌رسد طبیعت از خالی ماندن بیزار است: در نقاط بدون پوشش زمین، گیاهان به‌سرعت ظاهر می‌شوند و ظرف خالی بلافاصله دوباره از هوا پر می‌شود. این فرضیه به ارسطو برمی‌گردد. وجود خلاء با آزمایش معروف اوانجلیستا توریچلی که در سال ۱۶۴۴ در فلورانس انجام شد ثابت شد. با این حال، مکانیک کوانتومی نشان داده‌است که در خلاء ذرات به‌طور مداوم ایجاد و تجزیه می‌شوند، به طوری که حتی در آنجا هم خلاء کامل وجود ندارد.
- در فلسفه، تهی‌گریزی معادل پوچی‌گریزی است و به وضعیت انسانی اشاره دارد که نمی‌تواند با تردیدها و عدم قطعیت‌ها و پرسش‌های بی‌پاسخ زندگی کند. بر پایه این استدلال، انسان می‌کوشد برای هر پرسشی پاسخی درخور بیابد و برای هر پدیده‌ای توضیحی بجوید.
- در هنرهای تجسمی، منظور از تهی‌گریزی، گرایش برخی هنرمندان به پر کردن همه فضای خالی در آثارشان است، به‌ویژه با تزئینات کوچک. گلدان‌های قدیمی ساخت جزیره کرت یونان نمونه اولیه این سبک و گرایش است.
- به عنوان نمونه‌ای دیگر، در نقشه‌نگاری‌های قدیمی، سرزمین‌ها و مناطق ناشناختهٔ آن زمان را ترجیحاً با تصاویری از انسان‌های وحشی و حیوانات (افسانه‌ای) و دریاها و اقیانوس‌های آکنده از هیولاهای دریایی و تریتون‌ها پر می‌کردند.
- کارشناسان دست‌نویس‌های قدیمی نیز از این اصطلاح برای نشان دادن گرایش اواخر قرون وسطی به پر کردن هر فضای موجود در نسخه‌های خطی نفیس استفاده می‌کنند. به عنوان نمونه می‌توان به تزئینات حاشیه‌ای گل و بلبل، حروف اول تزیین شده، پرکننده‌های خط و مینیاتورها اشاره کرد.

- به عنوان تیتر آثار:
- تهی‌گریزی  (Horror vacui) مجموعه‌ای از داستان‌های کوتاه ژاک هملینک است که در سال ۱۹۶۶ منتشر شد.
- تهی‌گریزی یا وحشت خلأ (Horror vacui) فیلمی از روزا فون پراونهایم، فیلمساز آلمانی است که در سال ۱۹۸۴ منتشر شد.